# Ashanti (énekesnő)
Ashanti, teljes nevén Ashanti Shequoiya Douglas (Glen Cove, Long Island, 1980. október 13. –) Grammy-díjas amerikai énekesnő, dalszövegíró, modell, színésznő és producer.
Az önmagáról elnevezett bemutatkozó albumából a megjelenés hetében az Egyesült Államokban több mint félmillió példány kelt el. A Nielsen Soundscan szerint női előadótól ez volt minden idők legsikeresebb nyitó hete. Első kislemeze a Foolish tíz hetet töltött a Billboard Hot 100 listájának első helyén. Az albumról még három maxi jelent meg: Happy, Baby, és Dreams címmel.
Ashanti karrierjének csúcsán 2002-ben újabb rekordot döntött. Női előadóként először, a Beatles után másodikként egyszerre három számmal büszkélkedhetett a Billboard Hot 100 listájának első tíz száma között.
Második szólóalbuma Chapter II címen jelent meg és szintén csúcs pozícióban nyitott a Billboard 200 listáján. Két maxilemez jelent meg az albumról: Rock wit U (Awww Baby) és Rain on Me. Mindkét kislemez top 10-ben végzett az USA-ban.
Harmadik albuma Concrete Rose címmel platinalemez lett az Egyesült Államokban, illetve arany minősítést szerzett az Egyesült Királyságban.
Énekesi karrierje mellett zenekritikusok és énekes társai által elismert dalszövegíró, többek között Jennifer Lopeznek is írt számokat. Dalainak nagy része is saját szerzemény.
Amerikai és világhírneve ellenére a magyar slágerlistákon nem ért el különösebb sikereket.
Modellként a Gap, a Herbal Essences és a Mudd Jeans reklámarca volt.

## Diszkográfia

### Albumok
| Év   | Adatok                                             | Listás helyezések | Listás helyezések | Listás helyezések | Listás helyezések | Listás helyezések | Listás helyezések | Listás helyezések | Listás helyezések | Listás helyezések | Listás helyezések | Eladások és minősítések                                    |
| Év   | Adatok                                             | U.S.              | AUS               | AUT               | CAN               | FRA               | GER               | NDL               | SWI               | UK                | HUN               | Eladások és minősítések                                    |
| ---- | -------------------------------------------------- | ----------------- | ----------------- | ----------------- | ----------------- | ----------------- | ----------------- | ----------------- | ----------------- | ----------------- | ----------------- | ---------------------------------------------------------- |
| 2002 | Ashanti - Formátum: CD, digitális letöltés         | 1                 | 10                | 36                | 5                 | 29                | 10                | 12                | 15                | 3                 | -                 | - US: 3× Platina - AUS: Arany - CAN: Platina - UK: Platina |
| 2003 | Chapter II - Formátum: CD, digitális letöltés      | 1                 | 19                | 65                | 5                 | 62                | 12                | 26                | 9                 | 5                 | -                 | - US: Platina - UK: Ezüst                                  |
| 2004 | Concrete Rose - Formátum: CD, digitális letöltés   | 7                 | -                 | -                 | -                 | 98                | 36                | 73                | 66                | 25                | -                 | - US: Platina - UK: Arany                                  |
| 2008 | The Declaration - Formátum: CD, digitális letöltés | 6                 | -                 | -                 | -                 | -                 | -                 | -                 | -                 | -                 | -                 |                                                            |

### Kislemezek
| Év   | Adatok                         | Listás helyezések | Listás helyezések | Listás helyezések | Listás helyezések | Listás helyezések | Listás helyezések | Listás helyezések | Listás helyezések | Listás helyezések | Listás helyezések | Eladások és minősítések | Album           |
| Év   | Adatok                         | U.S.              | AUS               | AUT               | CAN               | FRA               | GER               | NDL               | SWI               | UK                | HUN               | Eladások és minősítések | Album           |
| ---- | ------------------------------ | ----------------- | ----------------- | ----------------- | ----------------- | ----------------- | ----------------- | ----------------- | ----------------- | ----------------- | ----------------- | ----------------------- | --------------- |
| 2002 | "Foolish"                      | 1                 | 6                 | 49                | -                 | 62                | 26                | 12                | 15                | 4                 | -                 | - AUS: Platina          | Ashanti         |
| 2002 | "Happy"                        | 8                 | 29                | -                 | -                 | 40                | 41                | 10                | 24                | 13                | -                 |                         | Ashanti         |
| 2002 | "Baby"                         | 15                | -                 | -                 | -                 | -                 | 89                | 48                | -                 | -                 | -                 |                         | Ashanti         |
| 2003 | "Dream"                        | -                 | -                 | -                 | -                 | -                 | -                 | -                 | -                 | -                 | -                 |                         | Ashanti         |
| 2003 | "Rock wit U (Awww Baby)"       | 2                 | 19                | -                 | 4                 | -                 | 41                | 28                | 33                | 7                 | -                 |                         | Chapter II      |
| 2003 | "Rain On Me"                   | 7                 | -                 | -                 | 27                | -                 | 70                | -                 | 85                | 19                | -                 |                         | Chapter II      |
| 2004 | "Only U"                       | 13                | 24                | 30                | -                 | 33                | 12                | 18                | 12                | 2                 | -                 | - US: Arany             | Concrete Rose   |
| 2005 | "Don't Leave Me Alone"         | -                 | -                 | -                 | -                 | -                 | -                 | -                 | -                 | -                 | -                 |                         | Concrete Rose   |
| 2005 | "Don't Let Them"               | -                 | -                 | -                 | -                 | -                 | -                 | -                 | -                 | 38                | -                 |                         | Concrete Rose   |
| 2008 | "The Way That I Love You"      | 37                | 96                | -                 | -                 | -                 | -                 | -                 | -                 | -                 | -                 |                         | The Declaration |
| 2008 | "Body on Me"(feat Akon, Nelly) | 42                | 32                | -                 | 57                | -                 | -                 | -                 | -                 | 17                | -                 |                         | The Declaration |
| 2008 | "Good Good"                    | -                 | -                 | -                 | -                 | -                 | -                 | -                 | -                 | -                 | -                 |                         | The Declaration |

### Kislemezek közreműködőként
| Év   | Adatok                                                 | Listás helyezések | Listás helyezések | Listás helyezések | Listás helyezések | Listás helyezések | Listás helyezések | Listás helyezések | Listás helyezések | Listás helyezések | Listás helyezések | Album                              |
| Év   | Adatok                                                 | U.S.              | AUS               | AUT               | CAN               | FRA               | GER               | NDL               | SWI               | UK                | HUN Single track  | Album                              |
| ---- | ------------------------------------------------------ | ----------------- | ----------------- | ----------------- | ----------------- | ----------------- | ----------------- | ----------------- | ----------------- | ----------------- | ----------------- | ---------------------------------- |
| 2001 | "Always On Time" (feat Ja Rule)                        | 1                 | 3                 | -                 | 16                | 45                | 22                | 11                | 4                 | 6                 | -                 | Pain Is Love                       |
| 2002 | "What's Luv" (feat Fat Joe)                            | 2                 | 4                 | 33                | 12                | 27                | 10                | 7                 | 2                 | 4                 | 8                 | Jealous Ones Still Envy (J.O.S.E.) |
| 2002 | "Down 4 U" (feat Irv Gotti, Ja Rule, Charli Baltimore) | 6                 | -                 | -                 | -                 | -                 | -                 | 22                | 43                | 4                 | -                 | Irv Gotti Presents: The Inc.       |
| 2003 | "Mesmerize" (feat Ja Rule)                             | 2                 | 5                 | -                 | 19                | 66                | 71                | 3                 | 79                | 12                | -                 | The Last Temptation                |
| 2003 | "Into You" (feat Fabulous)                             | 4                 | 4                 | -                 | -                 | 44                | -                 | 37                | 87                | -                 | -                 | Street Dreams                      |
| 2004 | "Wonderful" (feat Ja Rule, R Kelly)                    | 5                 | 6                 | 47                | -                 | -                 | -                 | 15                | 12                | 1                 | -                 | R.U.L.E.                           |